# Slopesystemet
Slope är ett system inom golf för att visa en banas svårighetsgrad. Slopesystemet har delvis ersatt golfens gamla handicapsystem i syfte att göra alla banor relativt lika i svårighetsgrad för golfspelare. Med slope justeras det antal slag spelaren erhåller utöver banans par beroende på vilken bana denne spelar.
Ansvaret för värdering av banan ligger på respektive golfdistriktsförbund och den ska göras utifrån EGA:s skrift "Banvärdering enligt USGA". Det övergripande ansvaret i Sverige har Svenska Golfförbundet. Omvärdering av banan ska ske:
- Vid större förändringar i banans utformning
- Vart tredje år för nya klubbar
- Vart tionde år för klubbar som är äldre än tio år

Banvärdering för herrar görs från samtliga tees, för damer görs de bara från gul, blå och röd tee.
Systemet består av två delar, slope och Course Rating (CR). Slope visar bogeyspelarens förutsättningar att spela banan i förhållande till scratchspelarens där scratchspelarens slope är 113. CR visar svårighetsgraden för scratchspelaren i förhållande till banans par. När banan har värderats enligt slopesystemet, får varje tee sitt eget slopevärde, CR och bogeyvärde.
Vid värderingen av banans slope tittar man på förutsättningarna för fyra typer av spelare:
- En manlig scratchspelare
- En kvinnlig scratchspelare
- En manlig bogeyspelare
- En kvinnlig bogeyspelare

Följande faktorer tas med i bedömningen av banans svårighetsgrad:
- Banans längd
- Topografi
- Möjligheten att träffa fairways vid utslaget
- Längd och beskaffenhet på gräset på fairway och i ruff
- Möjligheterna att träffa greenerna vid inspelen
- Bunkrarnas svårighetsgrad och risken att hamna i dessa
- Risken att hamna out of bounds
- Vattenhinder och sidovattenhinder
- Träd och annan växtlighet som är i spel
- Greenernas snabbhet och struktur
- Den sammantagna psykologiska effekten av samtliga faktorer

```
Det antal slag som en spelare erhåller i förhållande till banans par, beräknas enligt denna formel:

  Spelarens exakta handicap * ( Slope / 113 ) + (CR - Banans Par) = Antal erhållna slag

Antal erhållna slag avrundas till närmaste heltal. 
Heltal,5
 avrundas uppåt.
Notera att för plus handicap skall negativt värde anges.
```